# Bahnhof Twistringen
Der Bahnhof Twistringen ist der Bahnhof der Stadt Twistringen im Landkreis Diepholz in Niedersachsen, gelegen am Kilometer 197,8 an der „Rollbahn“ genannten Bahnstrecke Wanne-Eickel–Hamburg.

## Geschichte
Der Bahnhof Twistringen befindet sich an der Bahnstrecke Wanne-Eickel–Hamburg. Diese wurde 1870 bis 1874 von der Köln-Mindener Eisenbahn-Gesellschaft (CME) gebaut und zweigt in Wanne-Eickel von ihrer Stammstrecke (Köln-)Deutz–Minden als Teil der Hamburg-Venloer Bahn ab. Heute ist sie als Hauptstrecke durchgehend mindestens zweigleisig ausgebaut und elektrifiziert, streckenweise lässt die Linienzugbeeinflussung Geschwindigkeiten bis 200 km/h zu. Der Twistringer Bahnhof wurde 1873 in Betrieb genommen. Er besitzt ein Hauptgebäude und einen angrenzenden Güterschuppen, der durch die Abschaffung des Stückguttransportes an Bedeutung verlor. 1874 wurde der Bahnhof, der vorher dem Stadtteil Scharrendorf gehörte, von der Gemeinde Twistringen abgekauft.
Nach dem Zweiten Weltkrieg nutzen die Siegermächte des Krieges die Strecke zur Abfuhr von Kohle nach Großbritannien. Dadurch war an diesem Bahnhof eine Gelegenheit zum damals verbreiteten Kohlenklau.
Seit 2011 wird über den Abriss des um 1873 errichteten Bahnhofhauptgebäudes diskutiert. Es befand sich bis 2006 in Bahnbesitz und wurde dann an die Kommune verkauft. Ende des Jahres 2012 kaufte ein Investor das Bahnhofgebäude.
Der Bahnhof wurden seit Anfang April 2012 im Rahmen der Aktion Niedersachsen ist am Zug (kurz NiaZ) barrierefrei umgebaut. Hiervon war auch der Personentunnel betroffen. Dieser hat einen Fahrstuhl zum Gleis und neue Treppenbehausungen erhalten. Die Bahnsteige wurden komplett abgerissen und von höheren Bahnsteigkanten (alt 38 cm über SO, neu 76 cm über SO) mit Blindenleitsystem abgelöst. Die am Mittelbahnsteig haltenden Züge sind nun niveaugleich zu erreichen.
Im Dezember 2010 wurde der Bahnhof in das Netz der Regio-S-Bahn Bremen/Niedersachsen integriert.

## Infrastruktur

Düngemittel-Übergabe am Anschluss Raiffeisen

Einstiger Arbeitsplatz des Fahrdienstleiters Twistringen

Das Empfangsgebäude, ein eingeschossiger Mittelbau mit ausgebautem Dachgeschoss und zwei zweigeschossigen Kopfgebäuden, wurde um 1873 errichtet. Neben Räumlichkeiten für die Fahrgäste befand sich darin eine Bahnhofsgaststätte und drei Wohnungen. Das aus Ziegelmauerwerk errichtete Gebäude ist unterkellert, bedeckt ist es mit einem Satteldach in Holzkonstruktion, das verschalt und mit Ziegeln eingedeckt ist. Es verfügt über mehr als 1000 Quadratmeter Grundfläche.
Ein Güterschuppen, ebenfalls um 1873 erbaut, schließt südwestlich an. Der an der Laderampe errichtete Ziegelbau mit Satteldach enthält Büro- und Lagerflächen, die heute nicht mehr genutzt werden. Im westlichen Bahnhofsbereich existiert ein Anschluss zur ansässigen Raiffeisen-Warengenossenschaft.
Im Empfangsgebäude wurde 1974 ein Gleisbildstellwerk (Spurplan-Drucktastenstellwerk) der Bauart Sp Dr S60 in Betrieb genommen. Die technischen Einrichtungen sind weiterhin vorhanden, das Stellwerk wurde in der Nacht vom 5. zum 6. Dezember 2009 an die Fernsteuerung des ESTW Diepholz in der Betriebszentrale Hannover angeschlossen und somit wurde der Posten des örtlichen Fahrdienstleiters (Fdl) überflüssig.

## Verkehrsanbindung
Vor Inbetriebnahme des Regio-S-Bahn Bremen/Niedersachsen Netzes durch die NordWestBahn im Jahr 2011 wurde der Bahnhof durch die RE Linien Osnabrück–Bremen und die RB-Linie Twistringen–Rotenburg (Wümme) bedient. Seit 2011 wird der Bahnhof folgendermaßen bedient:
| Linie | Linienverlauf | Takt                                                                | Betreiber     |
| ----- | --- | ------------------------------------------------------------------- | ------------- |
| RE 9  | Bremerhaven-Lehe – Bremerhaven Hbf – Osterholz-Scharmbeck – Bremen Hbf – Kirchweyhe – Syke – Bassum – Twistringen – Barnstorf – Diepholz – Lemförde – Bohmte – Osnabrück Hbf Stand: Fahrplanwechsel Dezember 2024 | 120 min 60 min (Bremen–Osnabrück)                                   | DB Regio Nord |
| RS 2  | Bremerhaven-Lehe – Bremerhaven Hbf – Bremerhaven-Wulsdorf – Loxstedt – Lunestedt – Stubben – Lübberstedt – Oldenbüttel – Osterholz-Scharmbeck – Ritterhude – Bremen-Burg – Bremen Hbf – Bremen-Hemelingen – Dreye – Kirchweyhe – Barrien – Syke – Bramstedt (b Syke) – Bassum – Twistringen Stand: Fahrplanwechsel Dezember 2023 | 60 min 30 min (Bremen Hbf–Bremerhaven-Lehe in der HVZ-Lastrichtung) | NordWestBahn  |

Der Bahnhof liegt heute im Bereich des Verkehrsverbundes Bremen/Niedersachsen.